# Pfarrkirche Markt St. Martin

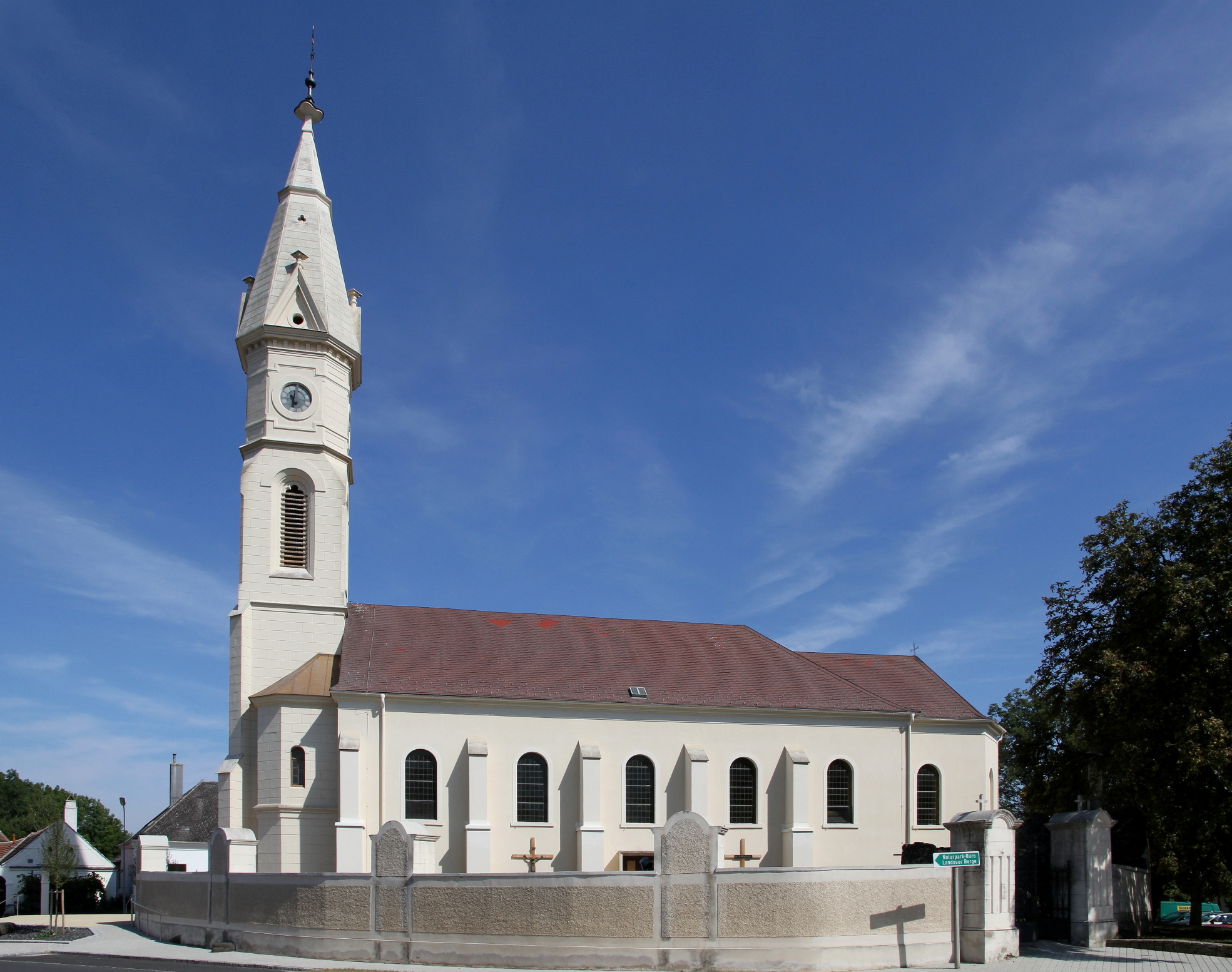
Kath. Pfarrkirche hl. Martin von Tours in Markt St. Martin

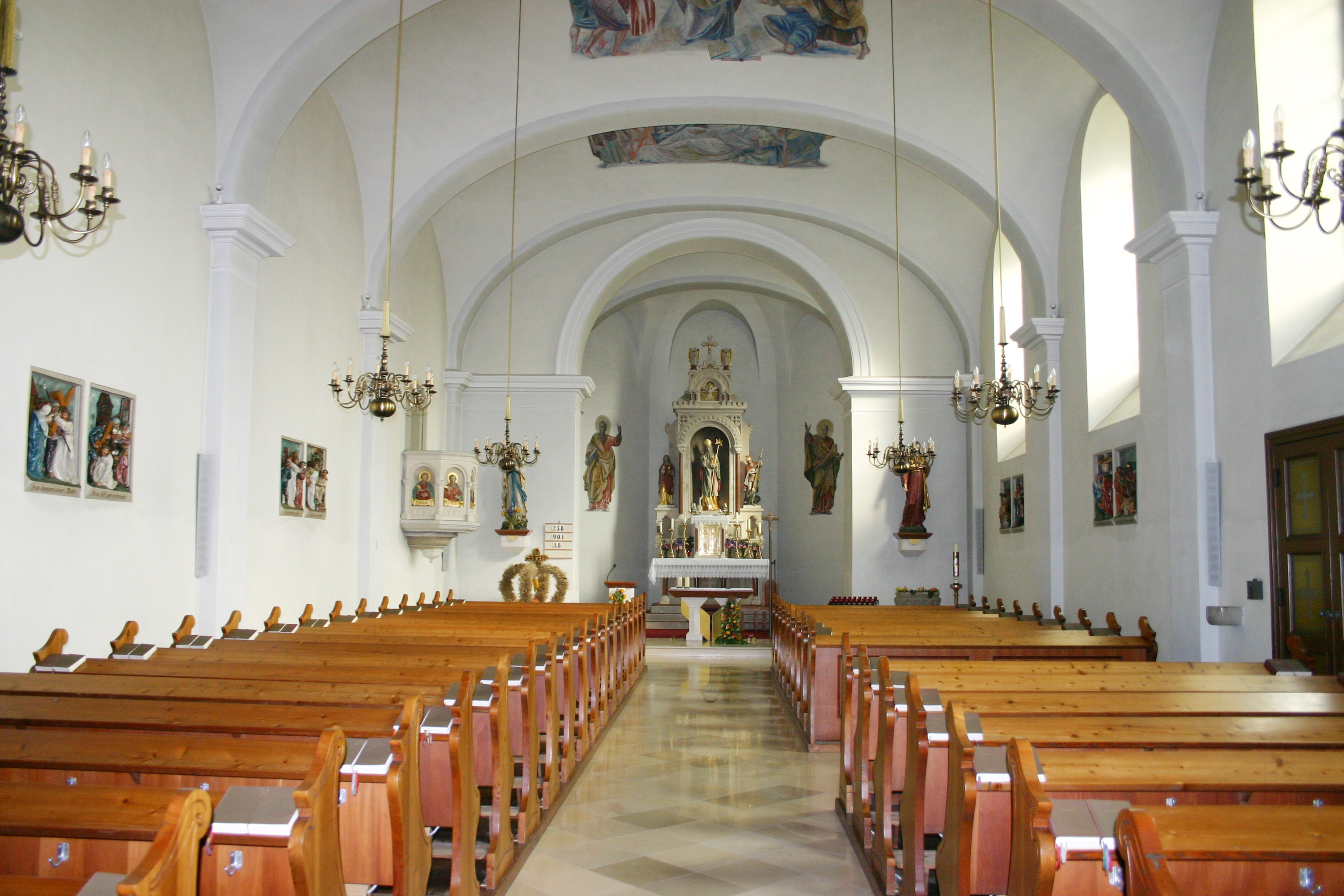
Innenansicht

Die römisch-katholische Pfarrkirche Markt Sankt Martin steht in der Gemeinde Markt Sankt Martin im Bezirk Oberpullendorf im Burgenland. Sie ist dem heiligen Martin geweiht und gehört zum Dekanat Oberpullendorf in der Diözese Eisenstadt. Das Bauwerk steht unter Denkmalschutz.

## Geschichte
Die Pfarre ist eine vorreformatorische Pfarre, die 1636 wiedererrichtet wurde. Der Kirchenbau wurde Ende des 18. Jahrhunderts errichtet und 1872 umgebaut. Der Turm wurde laut einer Inschrift 1906 errichtet. In den Jahren 1975 und 1976 erfolgten Restaurierungen.

## Kirchenbau
Kirchenäußeres
Die Kirche ist ein großer Bau mit Strebepfeilern am Langhaus. Der eingezogene Chor endet in einem 3/8-Schluss. Der vorgebaute Westturm weist neoromanische Dekoration auf und wird durch einen originellen Steinhelm bekrönt.
Kircheninneres
Das Langhaus ist fünfjochig, die Joche werden durch Gurtbögen, die auf flachen Pilastern ruhen, unterteilt. Dazwischen ist schmales Querplatzlgewölbe. Die Empore ist dreiachsig. Im quadratischen Chorjoch ist ebenfalls Platzlgewölbe.

## Ausstattung
Die Ausstattung stammt großteils vom Ende des 19. Jahrhunderts. Die Orgel aus 1904 wurde von Gebrüder Rieger aus Jägerndorf gebaut.

## Glocken
Eine Glocke wurde 1756 von Matthias Creuz in Wien gegossen.

## Friedhof
Der umliegende Friedhof ist von einer Mauer umgeben. An dieser sind Kreuzwegstationen aus dem Jahr 1906 angebracht. Auf dem Friedhof befindet sich außerdem ein Kalvarienberg auf einen künstlich aufgeschütteten Hügel. In der Grotte wurde 1837 ein Heiliges Grab eingerichtet.